# Hindarfjäll (musikgrupp)
Hindarfjäll är en svensk musikgrupp bildad 2015. De gör neofolkmusik på teman om fornnordisk religion, naturmystik och skandinavisk folktro, framförd på moderna instrument och med flerstämmig sång.

## Historia
Idén till projektet började 2015 då bandets sångare, Nils A. Edström, skrev en låt tillsammans med Elias Pettifor, som de publicerade på bandets Facebook-sida. De tog inspiration av ritualistiska neofolkgrupper som Månegarm och Wardruna. Bandnamnet är hämtat ur den nordiska mytologin, där Hindarfjäll är namnet på ett fjäll omgärdat av en eldmur.
Gruppens första singel Alvatid släpptes i april 2019, och året därpå släppte de debutalbumet Från Tidernas Begynnelse via Grimfrost Records, som kombinerar traditionella och moderna klanger för att skapa en mystisk nordisk atmosfär. År 2022 lanserade man sitt andra album Lärads Grenar, och 2024 kom albumet Seden ut.
Bandet har uppträtt på festivaler som Midgardsblot 2024.

## Estetik och musikstil
Hindarfjäll kombinerar folkmetal- och neofolk-inslag med gammaldags estetik. Texterna har hedniska och animistiska teman, om naturens kraft och fornnordiska myter. Bandet står uttalat för antifascistiska värderingar, och tar tydligt avstånd från rasistisk appropriering av nordisk kultur.

## Medlemmar
- Nils A. Edström – sång, klassisk gitarr
- Samuel Tibell – sång, slagverk
- John Lennartsson – sång, slagverk
- Dani Massaad Hellwig – sång
- Cecilia Mix – sång
- Joel Andreasson – flöjt

## Diskografi
Studioalbum
- 2020 – Från Tidernas Begynnelse
- 2022 – Lärads Grenar
- 2024 – Seden

Singlar
- 2019: Alvatid [4]
- 2020: Hjulet Vänder [6]
- 2021: Þat Mælti Mín Móðir [7]
- 2024: Tyrs Återkomst [8]
- 2024: Mjölner [9]
- 2024: Mildir Ok Fræknir Menn [10]